# هیروماسا کانازاوا
هیروماسا کانازاوا (انگلیسی: Hiromasa Kanazawa؛ زادهٔ ۱ دسامبر ۱۹۸۳) بازیکن فوتبال اهل ژاپن است.
از باشگاه‌هایی که در آن بازی کرده‌است می‌توان به باشگاه فوتبال یوکوهاما اشاره کرد.